# Лантюг (река)
Лантюг — река в России, протекает в Никольском районе Вологодской области. Левый приток реки Кема.

## География
Река берёт начало восточнее одноимённого посёлка Лантюг. Течёт на юго-запад через елово-осиновые леса. На реке расположены населённые пункты Лантюг, Дубровка и Костылево. Около Дубровки в Лантюг впадает река Жаровка. Устье реки Лантюг находится в 64 км по левому берегу реки Кема. Длина реки составляет 25 км.

## Данные водного реестра
По данным государственного водного реестра России относится к Верхневолжскому бассейновому округу, водохозяйственный участок реки — Унжа от истока и до устья, речной подбассейн реки — Бассей притоков Волги ниже Рыбинского водохранилища до впадения Оки. Речной бассейн реки — (Верхняя) Волга до Куйбышевского водохранилища (без бассейна Оки).
По данным геоинформационной системы водохозяйственного районирования территории РФ, подготовленной Федеральным агентством водных ресурсов:
- Код водного объекта в государственном водном реестре — 08010300312110000014405
- Код по гидрологической изученности (ГИ) — 110001440
- Код бассейна — 08.01.03.003
- Номер тома по ГИ — 10
- Выпуск по ГИ — 0